# Eurasia (revistă)
Eurasia este un trimestrial italian de geopolitică fondat în anul 2004. Este publicată de Edizioni all'Insegna del Veltro din Parma și este condusă de Claudio Mutti.

## Profilul editorial
"Eurasia" dorește să «promoveze, să stimuleze și să răspândească cercetarea și știința geopolitică în cadrul comunității științifice naționale și internaționale, precum și să sensibilizeze lumea politică, intelectuală, militară, economică și a informației cu privire la tematicile eurasiatice». Acest obiectiv nu corespunde numai aceluia al relațiilor internaționale în sens strict, ci aspiră să «supună atenției cititorilor importanța redescoperirii unității spirituale a Eurasiei», deși revista afirmă că nu reprezintă «nicio orientare academică anume». Ea își propune, de asemenea, să publice «analize referitoare la geoeconomie, ca știință nouă, independentă de geopolitică și de geofinanță, în scopul identificării metodologiilor care animă strategiile economice și financiare la scară planetară (atât ale națiunilor dominante cât și ale marilor potentați economici) cât și a oportunităților care pot apărea pentru națiunile mai slabe; nu vor fi neglijate nici studiile și reflecțiile referitoare la delicata temă a siguranței, interpretată conform criteriilor geostrategiei».

## Redacția și colaboratorii
Redacția revistei "Eurasia" este compusă din Aldo Braccio, Fabio Falchi, Enrico Galoppini, Alessandro Lattanzio, Matteo Pistilli, Lorenzo Salimbeni, Stefano Vernole, Antonio Grego, Giacomo Gabellini; inițial îl includea și pe Carlo Terracciano, între timp, decedat. Cea mai mare parte a articolelor publicate provine însă de la colaboratorii externi.[2]. Printre colaboratorii obișnuiți ai revistei se numără Alberto Buela Lamas, Côme Carpentier de Gourdon, F. William Engdahl, Vagif Gusejnov, Fabio Mini, Costanzo Preve. În revistă au fost publicate și contribuții (sau interviuri) cu Sergej Baburin, Vishnu Bhagwat, Massimo Campanini, Franco Cardini, Noam Chomsky, Michel Chossudovsky, Alain De Benoist, Henry De Grossouvre, Aleksandr Dughin, Vladimir Jakunin, Gianfranco La Grassa, Khaled Mashaal, Thierry Meyssan, Sergio Romano, Vinod Saighal, Israel Shamir, Webster Griffin Tarpley, Ghennadi Ziuganov și Danilo Zolo.

## Structura
Fiecare număr al revistei cuprinde circa 250 pagini și conține cinci secțiuni: Editorial (semnat întotdeauna de domnul director Tiberio Graziani), Continente (articole pe diverse teme), Dosar (totalitatea articolelor dedicate, în fiecare număr, unei teme anume), Interviuri și Recenzii. Numeroase alte articole - originale, traduceri exclusive sau selecții de pe Internet - în general mai scurte decât cele din revistă, sunt publicate pe site-ul său.

## Numerele publicate
Până acum (decembrie 2009) au fost publicate 18 numere ale revistei, având ca obiect, respectiv: 2004: Turcia; 2005: Islamul, Rusia și vecinii săi, Mediterana; 2006: China, India, Noua Asie, Geopolitica și migrațiile; 2007: Între o Unione și cealaltă, Între Rusia și Mediterana, America Indiolatină, Geopolitica și dreptul internațional; 2008: Iranul, timpul continentelor, America Indiolatină în sistemul internațional; 2009: NATO, Palestina, Africa.

## Seminarii și conferințe
Revista organizează conferințe în întreaga Italie. Din 2008, acestea sunt încadrate în programe specifice, în cicluri anuale de "Seminarii ale Eurasiei".